# Sami Khedira
Sami Khedira (Stuttgart, 4 de abril de 1987) es un exfutbolista alemán. En su etapa como jugador, se desempeñaba en la posición de centrocampista defensivo, siendo considerado como uno de los mejores de su generación y de la historia de su país.
Formado como futbolista en la cantera del VfB Stuttgart, debutó con el primer equipo en la Bundesliga, convirtiéndose en campeón de la misma en su primer año con el equipo en la temporada 2006-07. En el año 2010 fichó por el Real Madrid Club de Fútbol, club en el que se consagró como campeón de la Champions League 2013-14 y en el que permaneció por cinco temporadas hasta 2015, año en el que ficha por la Juventus de Turín.
Fue internacional absoluto con la selección alemana desde 2009, con la que se proclamó campeón del Mundial de Brasil 2014. Previamente, formó parte de las categorías inferiores de la selección teutona, con las que logró como capitán el Europeo sub-21 de 2009. En enero de 2021, se trasladó al Hertha BSC y finalizó su carrera como futbolista después de la temporada 2020/21.

## Trayectoria

### VfB Stuttgart

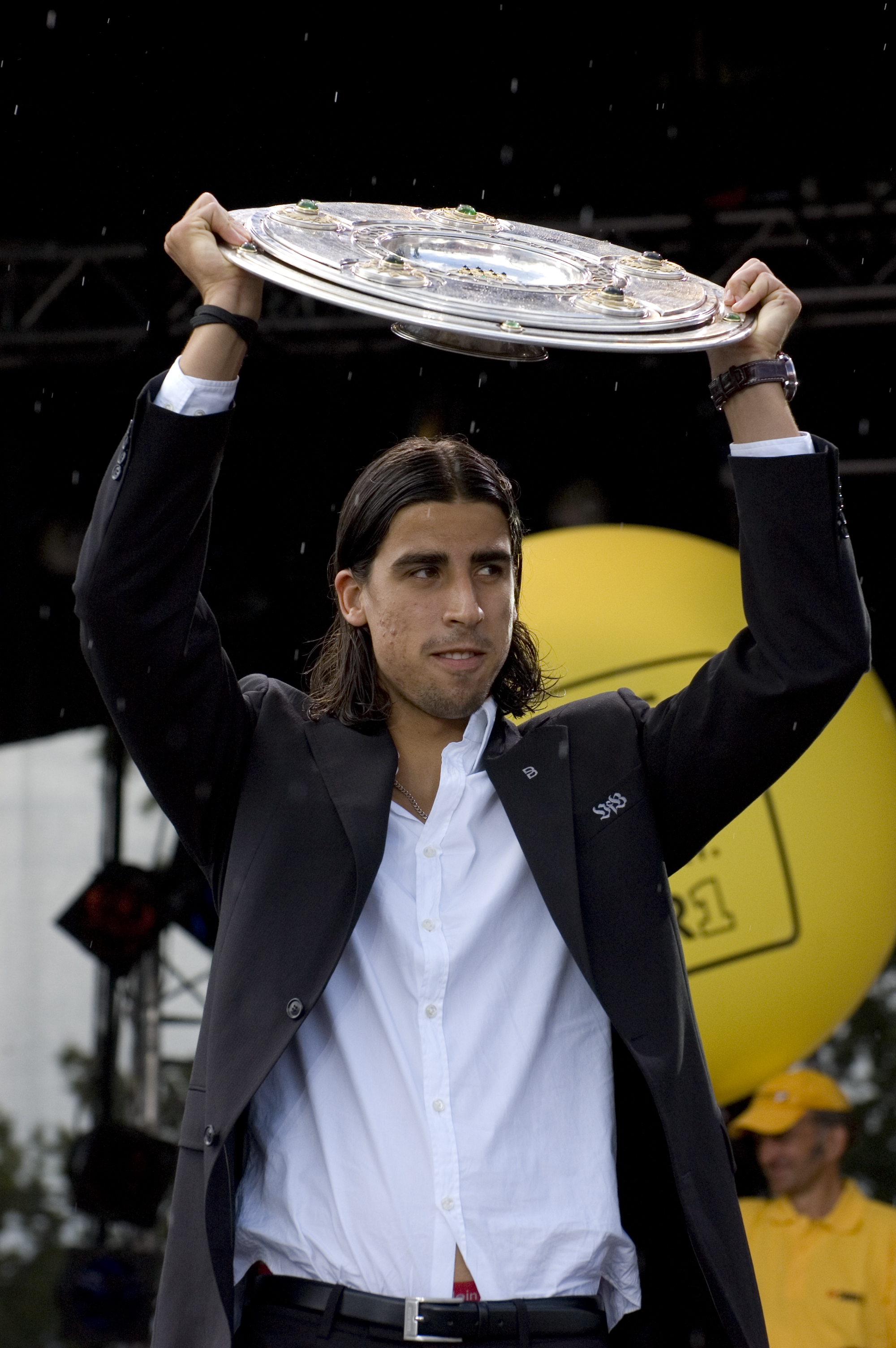
Khedira con el título de Bundesliga conseguido con el VfB Stuttgart.

Hijo de padre tunecino y madre alemana, se unió en 1995 a las categorías inferiores del VfB Stuttgart donde se mantuvo hasta su debut con el primer equipo.
Éste se produjo el 1 de octubre de 2006 ante el Hertha Berliner Sport Club, y el día 29 de ese mismo mes marcó sus dos primeros goles como profesional ante el Fußball-Club Gelsenkirchen-Schalke. A la conclusión de su primera temporada en la primera división alemana se coronó campeón tras la victoria el 19 de mayo de 2007 por 2-1 frente al Fußballclub Energie Cottbus. Khedira fue determinante en el partido al marcar el segundo gol y a la postre el de la victoria que dio el quinto título de liga al club, rompiendo una sequía en el máximo campeonato alemán de quince años.
Pese a contar únicamente con una temporada como profesional, el jugador se convirtió en una pieza clave del equipo, viéndose refrendado en las categorías inferiores de la selección alemana, donde llegó a ser el capitán del combinado sub-21 que se alzó con la Eurocopa de 2009. Antes, el jugador debutó en competición internacional el 19 de septiembre de 2007 en la derrota por 2-1 frente al Rangers Football Club, en partido correspondiente a la Liga de Campeones de la UEFA 2007-08, dando la asistencia del gol de su equipo.
Finalmente su equipo cayó eliminado en la fase de grupos tras conseguir una única victoria y cinco derrotas.
A la temporada siguiente disputó la Copa Intertoto en la que se proclamó vencedor, accediendo así a disputar la Liga Europea de la UEFA. Un gol suyo en los cinco partidos disputados no fueron suficientes para que su equipo pasase de los dieciseisavos de final de la competición, donde cayeron por un 4-2 global frente al Zenit de San Petersburgo. Para entonces, el jugador ya formaba parte de las convocatorias habituales de la selección alemana.

### Real Madrid Club de Fútbol

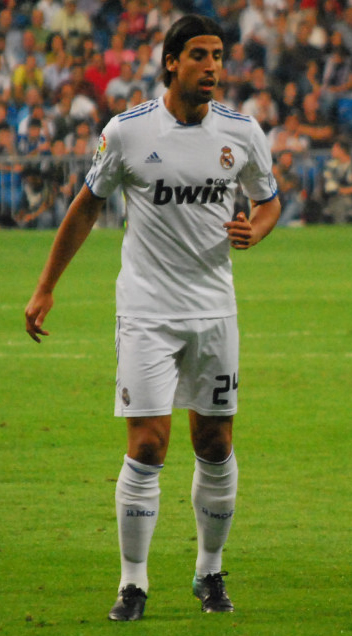
Khedira en su primera temporada con el Real Madrid.

#### Temporada 2010-11
El 30 de julio de 2010 el Stuttgart llegó a un acuerdo con el Real Madrid de la Primera División de España por el traspaso del centrocampista. «Khedira es un centrocampista muy dinámico y de enorme recorrido, capaz de recuperar balones en la medular y de incorporarse rápidamente al ataque. Domina perfectamente el juego aéreo gracias a su envergadura y posee un potente disparo de media distancia». afirmó el club sobre las cualidades del alemán.
Su debut oficial con la elástica blanca sería el 29 de agosto de 2010 contra el R. C. D. Mallorca en la primera jornada de Liga. Khedira ingresó en el minuto 73 en reemplazo de Álvaro Arbeloa.
El 20 de abril de 2011 conquistó su primer título como madridista: la Copa del Rey. Khedira arrancó como titular y fue sustituido en el minuto 104 de la prórroga por Esteban Granero. En aquel partido el centrocampista se rompió y al día siguiente viajó a Múnich donde visitó al médico de la selección alemana: Hans-Wilhelm Müller Wohlfahrt. Los exámenes realizados por el especialista arrojaron que Khedira padecía una rotura en el aductor derecho, con lo cual se perdió el resto de temporada.
Al finalizar su primera temporada en España sumó un total de 40 partidos disputados en todas las competiciones, en los cuales no marcó goles.

#### Temporada 2011-12
El 3 de agosto de 2011 marcó su primer gol con el Real Madrid. Lo haría en el penúltimo partido de la pretemporada ante el Guangzhou Evergrande de China en la goleada por 1-7 de los blancos. Mientras que su primer gol oficial llegaría el 18 de octubre ante el Olympique de Lyon en Liga de Campeones de la UEFA. Marcó el 2-0 tras asistencia de Karim Benzema. Sin embargo un choque con Pepe en una acción defensiva le impidió terminar el partido siendo sustituido por Fábio Coentrão.
El 3 de enero de 2012 marcó el gol que abrió el camino de la remontada ante el Málaga en la ida de los octavos de final de Copa del Rey. El Madrid se fue al descanso con desventaja de 0-2 en el marcador y acabó imponiéndose 3-2. Y el 4 de marzo se estrenó como goleador en Liga ante el RCD Español. Con este gol ante los de Barcelona Khedira se transformó en el quinto madridista en marcar en las tres competiciones oficiales aquella temporada.
El 21 de abril de 2012 abrió el marcador en la victoria por 1-2 del Madrid ante el FC Barcelona en el Camp Nou. Khedira marcaba así en su partido número 50 en Liga con la camiseta blanca. Además su gol supuso el número 108 del Real Madrid en aquella edición de Liga, superando de esta forma el récord establecido por «La Quinta del Buitre» que marcó 107 goles en la Liga 1989/90.
El 2 de mayo de 2012 conquistó el título de Liga tras derrotar por 0-3 al Athletic Club en San Mamés.

#### Temporada 2012-13
A principios de aquella temporada conquistó la Supercopa de España ante el Fútbol Club Barcelona.
Su primer gol de la campaña lo marcó el 17 de noviembre ante el 2012 —contra el Athletic Club— en Liga. Esa temporada el alemán comenzó a demostrar una faceta más ofensiva en su juego, de hecho tras un partido ante el Manchester City diario Marca lo llamó el «Falso 9 de Mourinho». En aquel encuentro llegó a disparar cuatro veces a puerta, las mismas que Cristiano Ronaldo o Benzema. De hecho superó su propio registro de asistencias —el 15 de enero de 2013 ante el Celta— cuando dio su cuarto pase de gol de la temporada.

#### Temporada 2013-14
Empezó una buena temporada jugando todos sus partidos, sin embargo, el 15 de noviembre de 2013, cuando disputaba un partido con la Selección alemana frente a la Italia sufrió una lesión de doble rotura de ligamentos que le tuvo de baja alrededor de seis meses.
Volvió a jugar el 24 de mayo de 2014 mientras disputaba la final de la UEFA Champions League frente al Atlético de Madrid siendo sustituido al segundo tiempo por Isco. Quedó campeón el equipo merengue por un global de 4-1.

#### Temporada 2014-15
Tras las nuevas incorporaciones como la de su compatriota Toni Kroos y el colombiano James Rodríguez, Khedira inició la temporada siendo suplente. Debido a esto, tras no disputar ningún encuentro de los tres oficiales disputados por el club correspondientes a la obtención de la Supercopa de Europa y la Supercopa de España manifestó sentirse "«un poco fuera del equipo en estos momentos»". En diciembre de 2014, Khedira consiguió ganar el Mundial de Clubes disputado en Marruecos tras derrotar en la final por 2-0 a San Lorenzo de Argentina. Sin embargo, en dicho torneo solo jugó 17 minutos en la semifinal, tras reemplazar a Toni Kroos en la victoria por 0-4 sobre el equipo mexicano Cruz Azul.
El 7 de febrero de 2015 fue titular en la derrota por 4-0 frente al Atlético de Madrid, partido en el que fue sustituido en el entretiempo por Jesé Rodríguez tras salir con una lesión muscular en el bíceps femoral de la pierna izquierdo, quedando alejado 1 mes de las canchas. Hace su retorno el 10 de marzo como titular en la derrota por 3-4 frente al Schalke 04 por el partido de vuelta de los octavos de final Liga de Campeones 2014-15, siendo reemplazado a los 58 minutos por Luka Modrić. Este encuentro sería el último que disputaría Khedira en la temporada, ya que Carlo Ancelotti no lo consideraría para los partidos restantes de la Liga de Campeones (donde acabarían eliminados en semifinales con la Juventus) y de la Liga BBVA (donde culminarían segundos a 2 puntos del Barcelona). En la temporada totalizó 17 partidos, de los cuales solo 11 fueron participaciones en la Liga de España. Su contrato venció el 30 de junio y no renovó con los merengues.

### Juventus F. C.

#### Temporada 2015-16
Tras quedar como jugador libre, el 9 de junio de 2015 se hizo oficial su fichaje por la Juventus F. C. hasta 2019. Inicialmente ocuparía el dorsal «28», pero luego que Paul Pogba cambiara al dorsal 10, Khedira finalmente eligió ocupar la camiseta «6» que dejó libre el francés.
Realizó su debut el 1 de agosto en un amistoso frente al Olympique de Marsella que terminó en derrota por 2-0, y en el que fue retirado en camilla a los 25 minutos de partido debido a una lesión en el muslo derecho. Dos días después, la Juventus confirmó que había sufrido un desgarro muscular en el muslo derecho, lo que lo dejaría aproximadamente dos meses fuera de las canchas. Debido a esto se perdió la victoria de los bianconeri en la Supercopa de Italia frente a la Lazio por 2-0, donde a pesar de su ausencia esta victoria significó su primer título conseguido con el club italiano. Regresó de la lesión el 30 de septiembre siendo titular en la victoria por 2-0 sobre el Sevilla por la segunda fecha de la fase de grupos de la Liga de Campeones. El 4 de octubre, Khedira hizo su debut en la Serie A, siendo titular y marcando el gol final de la victoria por 3-1 sobre el Bologna a los 63 minutos de partido.
Tras dejar atrás las lesiones, Khedira logra consolidarse como pieza clave en el mediocampo de la Vecchia Signora junto a Paul Pogba y Claudio Marchisio, siendo indispensable en el once inicial del italiano Massimiliano Allegri. Su segundo gol por el club lo anotó el 10 de enero de 2016 en la victoria por 1-2 frente a la Sampdoria. La fecha siguiente vuelve a anotar en la goleada por 0-4 sobre el Udinese.
El 20 de marzo marcó su cuarto gol en la Serie A en la victoria por 1-4 sobre el Torino en el denominado derbi de Turín, donde además fue expulsado por reclamos. Tras estar dos fechas suspendido, volvió como titular el 17 de abril frente al Palermo, donde Khedira marcó el primer gol en la contundente victoria por 4-0 de la Vecchia Signora. La fecha siguiente faltando tres jornadas para el final de la Serie A, la Juventus se proclama campeón gracias a la victoria por 2-1 sobre la Fiorentina y la derrota del Napoli por 1-0 en su visita a la Roma, consiguiendo Khedira su primer scudetto, además de ser el quinto campeonato consecutivo que consigue la Juventus. El 21 de mayo, la Juventus obtuvo su undécimo título de Copa Italia ante el Milan tras ganar por 0-1 en el Estadio Olímpico de Roma, encuentro que Khedira no disputó por lesión. De esta manera, Khedira logra conseguir su primer triplete en su primera temporada en la Juventus. Terminó la temporada 2015-16 con 20 apariciones y 5 goles en la Serie A.
El 12 de septiembre de 2018 renovó su contrato con la Juventus hasta el 30 de junio de 2021, prolongando por dos temporadas más el anterior acuerdo que tenía.

### Regreso a Alemania y retirada
El 1 de febrero de 2021 puso fin a su etapa en Turín y regresó al fútbol alemán para jugar en el Hertha Berlín. Allí jugó los últimos partidos de su carrera, ya que el 20 de mayo anunció su retirada.

## Selección nacional

### Categorías inferiores
Khedira capitaneó a la selección alemana que conquistó la Eurocopa Sub-21 de 2009.

### Selección absoluta

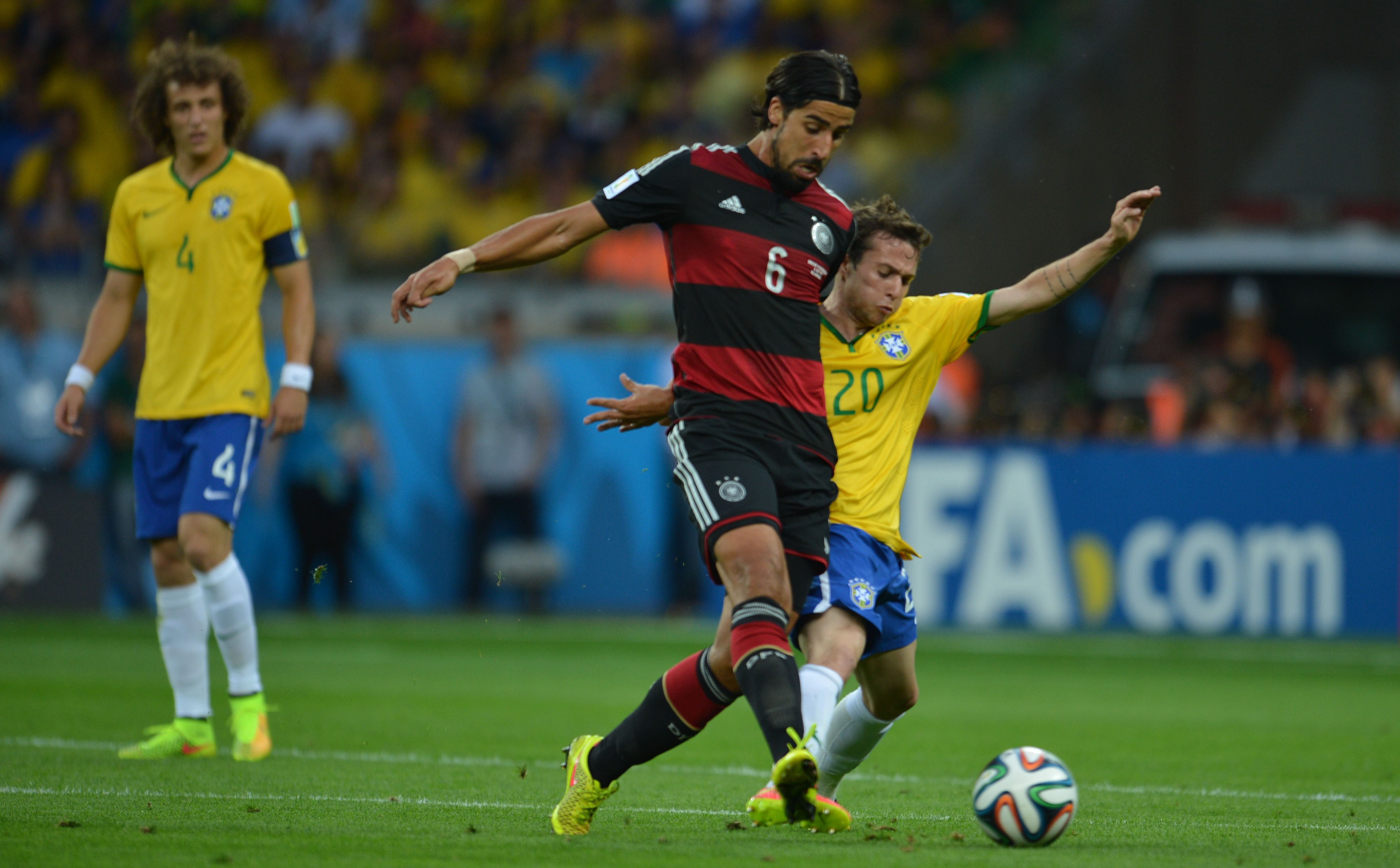
Khedira en un partido contra en la Copa Mundial de Fútbol 2014.

Su debut con la selección absoluta tuvo lugar el 5 de septiembre de 2009 en un amistoso contra Sudáfrica. Ingresó en el minuto 73 en reemplazo de Simon Rolfes.
Posteriormente sería convocado por Joachim Löw para disputar la Copa Mundial de Fútbol de 2010. Khedira iba con la gran responsabilidad de suplir la ausencia del capitán Michael Ballack, quien se quedó fuera por lesión, y respondió con creces. Jugó todos los partidos de la Mannschaft en el torneo, estuvo sensacional como pareja de Bastian Schweinsteiger y marcó el gol que le dio a Alemania el Tercer lugar.
En junio de 2012 disputaría la Eurocopa celebrada en Polonia y Ucrania. Khedira asistió a Mario Gómez en el gol del triunfo ante Portugal en el debut. Y fue clave en cuartos al marcar el 2-1 favorable a los teutones contra Grecia.

#### Campeón del mundo
Khedira mantuvo en suspenso su posible participación en el Mundial luego de sufrir el 15 de noviembre de 2013 una doble rotura de ligamentos disputando un amistoso frente a Italia, lo que le tendría de baja por seis meses. Sin embargo, logró recuperarse a tiempo por lo que el 8 de mayo de 2014, Khedira fue incluido en la lista preliminar de 30 jugadores por el entrenador Joachim Löw con miras a la fase final de la Copa del Mundo. Fue ratificado entre los 23 jugadores que viajaron a Brasil el 2 de junio. El 16 de junio inició como titular el primer partido de la fase de grupos, en la victoria por 4-0 sobre Portugal. El 8 de julio marcó el quinto gol alemán en la victoria por 7-1 por semifinales frente a Brasil. Khedira no pudo disputar la final frente Argentina tras lesionarse durante el calentamiento, siendo reemplazado en la alineación por Christoph Kramer, esto no impediría la victoria de Alemania por 1-0 en el tiempo extra con solitaria anotación de Mario Götze proclamándose campeones del mundo.
Ese mismo año, junto a su compatriota Toni Kroos, se consagraron bicampeones mundiales (a nivel de selecciones y a nivel de clubes). La primera fue jugando para Alemania en la Copa del Mundo 2014 al derrotar a Argentina por 1–0 en la final, y la segunda fue con el Real Madrid en el Mundial de Clubes 2014, al derrotar a San Lorenzo de Almagro por 2–0 en la final.
En la Copa Mundial de Fútbol de 2018 disputada en Rusia, volvió a jugar con Alemania, que quedó eliminada en la primera fase.

## Estadísticas

### Clubes
Actualizado a fin de carrera deportiva.
| Club                        | Div.          | Temporada     | Liga  | Liga  | Liga   | Copas nacionales | Copas nacionales | Copas nacionales | Copas internacionales | Copas internacionales | Copas internacionales | Total | Total | Total  |
| Club                        | Div.          | Temporada     | Part. | Goles | Asist. | Part.            | Goles            | Asist.           | Part.                 | Goles                 | Asist.                | Part. | Goles | Asist. |
| --------------------------- | ------------- | ------------- | ----- | ----- | ------ | ---------------- | ---------------- | ---------------- | --------------------- | --------------------- | --------------------- | ----- | ----- | ------ |
| VfB Stuttgart II · Alemania | 3.ª           | 2004-05       | 5     | -     | -      | —                | —                | —                | —                     | —                     | —                     | 5     | 0     | 0      |
| VfB Stuttgart II · Alemania | 3.ª           | 2005-06       | 8     | -     | 1      | —                | —                | —                | —                     | —                     | —                     | 8     | 0     | 1      |
| VfB Stuttgart II · Alemania | 3.ª           | 2006-07       | 9     | 1     | -      | —                | —                | —                | —                     | —                     | —                     | 9     | 1     | 0      |
| VfB Stuttgart II · Alemania | Total club    | Total club    | 22    | 1     | 1      | 0                | 0                | 0                | 0                     | 0                     | 0                     | 22    | 1     | 1      |
| VfB Stuttgart · Alemania    | 1.ª           | 2006-07       | 22    | 4     | 2      | 4                | 0                | 1                | -                     | -                     | -                     | 26    | 4     | 3      |
| VfB Stuttgart · Alemania    | 1.ª           | 2007-08       | 24    | 1     | 1      | 5                | 0                | 1                | 5                     | 0                     | 1                     | 34    | 1     | 3      |
| VfB Stuttgart · Alemania    | 1.ª           | 2008-09       | 27    | 7     | 4      | 2                | 0                | 0                | 8                     | 1                     | 2                     | 37    | 8     | 6      |
| VfB Stuttgart · Alemania    | 1.ª           | 2009-10       | 25    | 2     | 5      | 2                | 1                | 0                | 8                     | 0                     | 2                     | 35    | 3     | 7      |
| VfB Stuttgart · Alemania    | Total club    | Total club    | 98    | 14    | 12     | 13               | 1                | 2                | 21                    | 1                     | 5                     | 132   | 16    | 19     |
| Real Madrid C. F. · España  | 1.ª           | 2010-11       | 35    | 0     | 1      | 7                | 0                | 1                | 8                     | 0                     | 1                     | 40    | 0     | 3      |
| Real Madrid C. F. · España  | 1.ª           | 2011-12       | 28    | 2     | 2      | 6                | 1                | 1                | 8                     | 1                     | 0                     | 42    | 4     | 3      |
| Real Madrid C. F. · España  | 1.ª           | 2012-13       | 25    | 3     | 2      | 8                | 1                | 2                | 11                    | 0                     | 2                     | 44    | 4     | 6      |
| Real Madrid C. F. · España  | 1.ª           | 2013-14       | 13    | 1     | 1      | -                | -                | -                | 5                     | 0                     | 0                     | 18    | 1     | 1      |
| Real Madrid C. F. · España  | 1.ª           | 2014-15       | 11    | 0     | 0      | 3                | 0                | 0                | 3                     | 0                     | 0                     | 17    | 0     | 0      |
| Real Madrid C. F. · España  | Total club    | Total club    | 102   | 6     | 6      | 24               | 2                | 4                | 35                    | 1                     | 3                     | 161   | 9     | 13     |
| Juventus F. C. · Italia     | 1.ª           | 2015-16       | 20    | 5     | 4      | 1                | 0                | 0                | 4                     | 0                     | 0                     | 25    | 5     | 4      |
| Juventus F. C. · Italia     | 1.ª           | 2016-17       | 31    | 5     | 3      | 4                | 0                | 0                | 11                    | 0                     | 0                     | 46    | 5     | 3      |
| Juventus F. C. · Italia     | 1.ª           | 2017-18       | 26    | 9     | 3      | 5                | 0                | 1                | 8                     | 0                     | 3                     | 39    | 9     | 7      |
| Juventus F. C. · Italia     | 1.ª           | 2018-19       | 10    | 2     | 0      | 3                | 0                | 0                | 4                     | 0                     | 0                     | 17    | 2     | 0      |
| Juventus F. C. · Italia     | 1.ª           | 2019-20       | 12    | 0     | 1      | 1                | 0                | 0                | 5                     | 0                     | 0                     | 18    | 0     | 1      |
| Juventus F. C. · Italia     | Total club    | Total club    | 99    | 21    | 11     | 14               | 0                | 1                | 32                    | 0                     | 3                     | 145   | 21    | 15     |
| Hertha Berlín · Alemania    | 1.ª           | 2020-21       | 9     | 0     | 1      | ―                | ―                | ―                | ―                     | ―                     | ―                     | 9     | 0     | 1      |
| Hertha Berlín · Alemania    | Total club    | Total club    | 9     | 0     | 1      | 0                | 0                | 0                | 0                     | 0                     | 0                     | 9     | 0     | 1      |
| Total carrera               | Total carrera | Total carrera | 330   | 42    | 31     | 51               | 3                | 7                | 88                    | 2                     | 11                    | 479   | 47    | 49     |
| 1. 2.                       |               |               |       |       |        |                  |                  |                  |                       |                       |                       |       |       |        |

### Selecciones

#### Participaciones en fases finales
| Competición         | Sede              | Resultado    | Partidos | Goles |
| ------------------- | ----------------- | ------------ | -------- | ----- |
| Europeo Sub-21 2009 | Suecia            | Campeón      | 4        | 0     |
| Copa del Mundo 2010 | Sudáfrica         | Tercer lugar | 7        | 1     |
| Eurocopa 2012       | Polonia y Ucrania | Semifinales  | 5        | 1     |
| Copa del Mundo 2014 | Brasil            | Campeón      | 5        | 1     |
| Eurocopa 2016       | Francia           | Semifinales  | 5        | 0     |
| Copa del Mundo 2018 | Rusia             | Primera fase | 2        | 0     |
| Total               | –                 | –            | 28       | 3     |

### Hat-tricks
| 1 | 22 de octubre de 2017 | Stadio Friuli, Údine | Udinese Calcio - Juventus FC |  | 2 - 6 | Serie A |

## Palmarés

### Títulos nacionales
| Título              | Club              | País     | Año     |
| ------------------- | ----------------- | -------- | ------- |
| Bundesliga          | VfB Stuttgart     | Alemania | 2006-07 |
| Copa del Rey        | Real Madrid C. F. | España   | 2010-11 |
| Liga de España      | Real Madrid C. F. | España   | 2011-12 |
| Supercopa de España | Real Madrid C. F. | España   | 2012    |
| Copa del Rey        | Real Madrid C. F. | España   | 2013-14 |
| Supercopa de Italia | Juventus F. C.    | Italia   | 2015    |
| Serie A             | Juventus F. C.    | Italia   | 2015-16 |
| Copa Italia         | Juventus F. C.    | Italia   | 2015-16 |
| Copa Italia         | Juventus F. C.    | Italia   | 2016-17 |
| Serie A             | Juventus F. C.    | Italia   | 2016-17 |
| Copa Italia         | Juventus F. C.    | Italia   | 2017-18 |
| Serie A             | Juventus F. C.    | Italia   | 2017-18 |
| Supercopa de Italia | Juventus F. C.    | Italia   | 2018    |
| Serie A             | Juventus F. C.    | Italia   | 2018-19 |
| Serie A             | Juventus F. C.    | Italia   | 2019-20 |

### Títulos internacionales
| Título                       | Selección         | Sede      | Año     |
| ---------------------------- | ----------------- | --------- | ------- |
| Europeo sub-21               | Alemania (sub-21) | Suecia    | 2009    |
| Copa del Mundo               | Alemania          | Brasil    | 2014    |
| Título                       | Club              | Sede      | Año     |
| Liga de Campeones de la UEFA | Real Madrid C. F. | Lisboa    | 2013-14 |
| Supercopa de Europa          | Real Madrid C. F. | Cardiff   | 2014    |
| Copa Mundial de Clubes       | Real Madrid C. F. | Marruecos | 2014    |

### Distinciones individuales
| Distinción                       | Año  |
| -------------------------------- | ---- |
| Equipo del Torneo de la Eurocopa | 2012 |